# Lazina
Lazina je naselje v Občini Žužemberk.